# Zarzien
Le Zarzien, ou culture de Zarzi, est une culture archéologique de l'Épipaléolithique, attestée au Nord de l'Irak et au nord-ouest de l'Iran, dans les zones hautes des contreforts du Zagros. Elle succède au Baradostien, à partir d'environ 18 000 av. J.-C., et s'achève autour de 10 000 av. J.-C. Il s'agit, en particulier sur la fin de la période, d'une phase d'adoucissement climatique marquant la période finale de la dernière ère glaciaire (tardiglaciaire).
En plus du site éponyme de Zarzi, dans le Kurdistan irakien, où elle a été identifiée pour la première fois en 1928-1930 par Dorothy Garrod, les sites caractéristiques de cette culture sont la grotte B1 de Shanidar, et celles de Palegawra et de Pa Sangar en Irak, Warwasi et Ghar-i Khar en Iran. Ils sont apparemment surtout datés de la période finale du Zarzien.
Il s'agit de camps temporaires ou saisonniers de chasseurs-cueilleurs situés dans des zones montagnardes, au mode de vie très mobile (manifestement plus que les Natoufiens du Levant, qui expérimentent le mode de vie sédentaire à la fin de la période épipaléolithique). Ils chassent notamment le bouquetin et l'onagre, mais ayant une alimentation relativement diversifiée. Le site de Palegawra a livré des restes de ce qui a été identifié comme un des plus anciens chiens domestiques connus.
Sur le plan matériel, ces sites sont caractérisés par des petites lames, microlithes, couramment taillés sur la fin de la période dans des formes triangulaires ou trapézoïdales.
Cette culture évolue ensuite vers la culture de M'lefaat, marquant le début du néolithique précéramique. Les sites de Zawi Chemi Shanidar et de Shanidar B2 témoignent de la transition entre les deux phases, un stade « protonéolithique » selon R. Solecki.